# Барвінок (Ужгородський район)
Барві́нок (до 1972 року — Барві́нкош) — село в Україні, в Ужгородському районі Закарпатської області, орган місцевого самоврядування — Баранинська сільська рада. Населення становить 656 осіб (станом на 2001 рік). Село розташоване у центрі Ужгородського району, за 1,3 кілометра від районного центру.

## Географія
Село Барвінок лежить за 1,3 км на південний схід від районного центру, фізична відстань до Києва — 608,8 км.
| Клімат Барвінка         | Клімат Барвінка | Клімат Барвінка | Клімат Барвінка | Клімат Барвінка | Клімат Барвінка | Клімат Барвінка | Клімат Барвінка | Клімат Барвінка | Клімат Барвінка | Клімат Барвінка | Клімат Барвінка | Клімат Барвінка | Клімат Барвінка |
| Показник                | Січ.            | Лют.            | Бер.            | Квіт.           | Трав.           | Черв.           | Лип.            | Серп.           | Вер.            | Жовт.           | Лист.           | Груд.           | Рік             |
| Середній максимум, °C   | 0,8             | 3,2             | 9,1             | 16,0            | 21,2            | 24,1            | 26,0            | 25,4            | 21,2            | 15,6            | 8,1             | 3,1             | 14,5            |
| Середня температура, °C | −2,6            | −0,4            | 4,5             | 10,5            | 15,4            | 18,5            | 20,2            | 19,6            | 15,6            | 10,4            | 4,7             | 0,3             | 9,7             |
| Середній мінімум, °C    | −5,9            | −3,9            | 0,0             | 5,1             | 9,6             | 12,9            | 14,4            | 13,8            | 10,1            | 5,2             | 1,4             | −2,5            | 5,0             |
| Норма опадів, мм        | 50              | 42              | 42              | 47              | 70              | 85              | 79              | 70              | 53              | 48              | 52              | 63              | 701             |
| ----------------------- | --------------- | --------------- | --------------- | --------------- | --------------- | --------------- | --------------- | --------------- | --------------- | --------------- | --------------- | --------------- | --------------- |
| Джерело:                |                 |                 |                 |                 |                 |                 |                 |                 |                 |                 |                 |                 |                 |

## Історія
Зліва від автомобільного шляху міжнародного значення М06, на пагорбі за 300 метрів на північний схід від села, розташоване поселення пізнього палеоліту.
У 1910 році село заснували переселенці з гірських районів, однак до 1936 року воно було присілком Баранинців.

## Населення
Станом на 1989 рік у селі проживали 344 особи, серед них — 164 чоловіки і 180 жінок.
За даними перепису населення 2001 року у селі проживало 413 осіб. Рідною мовою назвали:
| Мова       | Кількість осіб | Відсоток |
| ---------- | -------------- | -------- |
| українська | 410            | 99,27 %  |
| словацька  | 2              | 0,48 %   |
| російська  | 1              | 0,24 %   |

## Політика
На виборах у селі Барвінок працює окрема виборча дільниця, розташована в приміщенні школи. Результати виборів:
- Парламентські вибори 2002: зареєстровано 292 виборці, явка 91,10 %, найбільше голосів віддано за Блок Віктора Ющенка «Наша Україна» — 74,44 %, за Блок Юлії Тимошенко — 6,77 %, за блок «За Україну, Білорусію, Росію» — 1,88 %. В одномандатному окрузі найбільше голосів отримав Ігор Кріль (Блок Віктора Ющенка «Наша Україна») — 51,13 %, за Сергія Ратушняка (самовисування) — 24,81 %, за Нестора Шуфрича (Соціал-демократична партія України (об'єднана)) — 3,01 %[10].
- Вибори Президента України 2004 (перший тур): зареєстровано 356 виборців, явка 84,55 %, з них за Віктора Ющенка — 57,48 %, за Віктора Януковича — 31,23 %, за Петра Симоненка — 2,33 %[11].
- Вибори Президента України 2004 (другий тур): зареєстровано 356 виборців, явка 87,64 %, з них за Віктора Ющенка — 60,90 %, за Віктора Януковича — 34,62 %[12].
- Вибори Президента України 2004 (третій тур): зареєстровано 356 виборців, явка 80,06 %, з них за Віктора Ющенка — 79,65 %, за Віктора Януковича — 17,54 %[13].
- Парламентські вибори 2006: зареєстровано 356 виборців, явка 82,58 %, найбільше голосів віддано за Партію регіонів — 32,65 %, за Блок Юлії Тимошенко — 28,23 %, за блок Наша Україна — 21,77 %[14].
- Парламентські вибори 2007: зареєстровано 408 виборців, явка 73,77 %, найбільше голосів віддано за Партію регіонів — 38,54 % за Блок Юлії Тимошенко — 23,92 %, за блок Наша Україна — Народна самооборона — 17,28 %[15].
- Вибори Президента України 2010 (перший тур): зареєстровано 430 виборців, явка 72,56 %, найбільше голосів віддано за Віктора Януковича — 33,65 %, за Юлію Тимошенко — 31,41 %, за Сергія Тігіпка — 9,94 %[16].
- Вибори Президента України 2010 (другий тур): зареєстрований 431 виборець, явка 80,05 %, з них за Юлію Тимошенко — 51,01 %, за Віктора Януковича — 44,64 %[17].
- Парламентські вибори 2012: зареєстрований 441 виборець, явка 77,78 %, найбільше голосів віддано за Партію регіонів — 47,52 %, за Всеукраїнське об'єднання «Батьківщина» — 28,28 % та УДАР — 10,50 %.[18] В одномандатному окрузі найбільше голосів отримав Василь Ковач (Партія регіонів) — 49,71 %, за Павла Чучку (самовисування) — 26,59 %, за Сергія Ратушняка (самовисування) — 10,69 %[19].
- Вибори Президента України 2014: зареєстровано 459 виборців, явка 76,25 %, з них за Петра Порошенка — 44,86 %, за Михайла Добкіна — 23,14 %, за Юлію Тимошенко — 9,14 %[20].
- Парламентські вибори в Україні 2014: зареєстровано 455 виборців, явка 73,85 %, найбільше голосів віддано за «Народний фронт» — 23,81 %, за партію "Об'єднання «Самопоміч» — 17,86 % та Блок Петра Порошенка — 16,07 %.[21] В одномандатному окрузі найбільше голосів отримав Олександр Ледида (самовисування) — 38,92 %, за Віктора Щадея (самовисування) проголосували 24,25 %, за Роберта Горвата (Блок Петра Порошенка) — 14,07 %[22].
- Вибори Президента України 2019 (перший тур): зареєстровано 460 виборців, явка 70,87 %, найбільше голосів віддано за Володимира Зеленського — 29,45 %, за Олександра Вілкула — 22,39 %, за Петра Порошенка — 12,27 %[23].
- Вибори Президента України 2019 (другий тур): зареєстровано 459 виборців, явка 69,06 %, найбільше голосів віддано за Володимира Зеленського — 77,29 %, за Петра Порошенка — 20,19 %[24].

### Парламентські вибори, 2019
На позачергових парламентських виборах 2019 року у селі функціонувала окрема виборча дільниця № 210553, розташована у приміщенні школи.
Результати
- зареєстровано 455 виборців, явка 64,84 %, найбільше голосів віддано за «Опозиційний блок» — 30,85 %, за «Слугу народу» — 28,47 %, за «Європейську Солідарність» — 7,12 %.[25] В одномандатному окрузі найбільше голосів отримав Андрій Андріїв (самовисування) — 44,33 %, за Олександра Пекаря (Слуга народу) — 17,18 %, за Роберта Горвата (самовисування) — 9,62 %[26].

## Релігія
Церква св. Кирила і Мефодія. 1992.
У давні часи церкви в селі не було. На початку 1990-х років вдалося отримати дозвіл на спорудження на цвинтарі каплиці, а коли люди вирішили збільшити розміри споруди, довелося долати спротив районної влади.
Будівництво розпочали 1992 р. за ініціативою Василя Марковича, а 13 липня 1997 р. закінчений храм освятив єпископ І. Семедій. Невелику просту базилічну споруду з маленькою бароковою вежею та каркасну дзвіницю з металу будували всім селом.
Будівельні роботи здебільшого очолював Іван Лижичко.
Значну фінансову допомогу надав Олександр Ледіда. Душею всіх церковних справ стали Гафія Ледіда, Варвара Дідик та Магдалина Мікловда.
Малювання в інтер'єрі церкви виконав Михайло Кришеник з Приборжавського. Іконостас вирізьбив у 1998 р. Михайло Росада, а ікони малює Іван Дідик — викладач Ужгородського коледжу мистецтв. Служить у селі дравецький парох о. Михайло Баник.
2 серпня 1992 року о. Михайло Баник освятив дзвін, кошти на який отримали завдяки збору грошей. Місцеву греко-католицьку громаду було зареєстровано 3 січня 1993 року. Вона отримала у власність будинок ритуальних послуг, який за 2 роки перебудували на церковну споруду. 13 липня 1997 року закінчений храм освятив єпископ Йоан Семедій. Автором іконостасу став Михайло Росада, ікон — Іван Дідик, а інтер'єру — Михайло Кришеник.

## Пам'ятки
- Стоянка (30—15 тис. до н. е.);
- Стоянка (13—8 тис. до н. е.);
- Могила письменника[d] В. С. Басараба;

## Туристичні місця
- храм ХХ ст.
- геотермальний басейн
- памятник Едмунду Егану
- поселення пізнього палеоліту.

## Відомі люди
- Ледида Олександр Олександрович (1957) — український політик, народний депутат України 5 скликання, голова Закарпатської обласної держадміністрації[27].
- Своє дитинство у селі провів Степан Мишанич — педагог, організатор освіти, фольклорист і літературознавець, доктор філологічних наук, професор[28].